# Мазаль тов
Маза́ль тов (ивр. מזל טוב‎ — «счастливой планеты-судьбы»; в ашкеназском изводе — ма́зел тов или мазл тов) — фраза на иврите, которая используется для поздравления в честь какого-либо события в жизни человека.

## Этимология и произношение
Выражение происходит из мишнаитского иврита, где слово мазаль означает «созвездие» или «судьба».
В свою очередь в Мишну оно попало как вариант древнееврейского маззарот (Иов. 38:32).
Отдельные слова мазаль, мазель («удача» или «счастье») и тов («хорошо») произошли из иврита, но само выражение «мазль тов» появилось в идише, и только потом было заимствовано в современный иврит. Из идиша же фраза попала в английский язык (в словаре с 1862 года). Английское good luck похоже на кальку с «мазаль това», чего нельзя сказать про современное употребление, известное с 1805 года.
В то время как в идише мазль ударение падает на первый слог, на иврите в слове мазаль ударение падает на последний слог.
В различных видах выражение и его составляющие проникали в европейские языки.
Так, в немецком языке возникли существительные massel («удача») и schlamassel (идишское שלימאזל, транслитерируется как шлимазль — «несчастье»), а также глагол vermasseln («разрушить», «испортить»). Таким же путём в английский пришли shlemozzle, schlimazel в XX веке. В польском языке слово ślamazara (идиш shlimazl‎) является обозначением медлительного, вялого или безжизненного человека.
В нидерландском языке заимствованы слова mazzel («удача»), tof/toffe («хороший», «отличный») и mazzelen («иметь удачу»).

## Перевод
Несмотря на то, что прямой перевод мазаль тов означает «удачи», нужно понимать, что полное значение выражения определяется как поздравление с уже произошедшим хорошим событием, то есть грубо «я рад, что тебе так повезло». Тогда наиболее подходящим аналогом фразы на русском языке будет ироническое «поздравляю». Наиболее подходящий аналог на английском языке — lucky you.
Для пожелания же удачи в иврите используется фраза бе-хацлаха (בהצלחה‎, Пс. 117:25), дословный перевод — «с успехом».

## Использование
В еврейской диаспоре «мазаль тов» — это общепринятая фраза для многих важных событий, например, бар-мицва, бат-мицва или хупа. Так, на свадебной церемонии, после того как жених разбивает стеклянный бокал, все присутствующие восклицают «мазаль тов».
В самом Израиле «мазаль тов» употребляется при радостных событиях любого рода — получение ли это водительских прав, день рождения или окончание военной службы. Может также применяться для поддержки человека при преодолении им плохих событий или жизненных трудностей.
Фраза «мазаль тов» является известной культурной отсылкой к евреям относительно других национальностей, часто встречается на телевидении и в кино.